# Зимин, Николай Николаевич
Николай Николаевич Зими́н (1895—1938) — советский государственный и партийный деятель.

## Биография
Родился в 1895 году в городе Порхове Псковской губернии, ныне Псковской области. Член РСДРП с 1915 года.
После ноября 1917 года в Военно-революционном комитете Железнодорожного района Москвы.
С 1919 года заместитель начальника, с 10 февраля до 21 ноября 1920 года начальник Транспортного отдела ВЧК при СНК РСФСР.
В 1926 году ответственный секретарь Иркутского губернского комитета ВКП(б). В 1926—1928 годах ответственный секретарь Иркутского окружного комитета ВКП(б). В 1929—1930 годах заместитель заведующего Организационно-инструкторским отделом ЦК ВКП(б). С 13 июля 1930 по 26 января 1934 года член Центральной контрольной комиссии ВКП(б). С 1930 года председатель Оргкомитета Президиума ВЦИК по Восточно-Сибирскому краю, с февраля 1931 по октябрь 1932 года председатель Восточно-Сибирского краевого исполнительного комитета СДТ.
С декабря 1932 по 4 июля 1933 года второй секретарь Северо-Кавказского крайкома ВКП(б).
В 1933—1934 годах заместитель начальника политуправления Наркомата путей сообщения.
26 января—10 февраля 1934 года делегат XVII съезда ВКП(б) с совещательным голосом.
С 9 июля 1934 по 1935 год заведующий Транспортным отделом ЦК ВКП(б). В 1935—1937 годах заместитель наркома путей сообщения по политической части (тогда Л. М. Кагановича), начальник Политуправления Наркомата путей сообщения.
С 10 февраля 1934 член Комиссии партийного контроля при ЦК ВКП(б). В 1937 году избран депутатом Верховного Совета СССР 1 созыва.

## Участие в репрессиях
С июня 1937 по февраль 1938 года первый секретарь Ярославского обкома партии. Сменил на этом посту А. Р. Вайнова, обвинённого в недостаточно активной борьбе с «врагами народа». В первом же выступлении на областной конференции Зимин провозгласил одной из главных задач «энергичную борьбу по разоблачению врагов народа», дав сигнал к массовым репрессиям, организованным Управлением НКВД по Ярославской области, возглавляемым А. М. Ершовым. При Зимине из партии было исключено 2120 коммунистов, обвинённых «во вредительстве, связи с врагами народа, притуплении политической бдительности»; многие из них вскоре были расстреляны, в том числе бывший первый секретарь обкома партии А. Р. Вайнов, бывший второй секретарь обкома партии И. А. Нефёдов, председатель облисполкома Г. Г. Заржицкий. В числе репрессированных в этот период было 544 руководящих работника областного масштаба, в том числе более 40 руководителей горкомов и райкомов партии, 166 человек из числа директоров промышленных предприятий (в том числе руководители резино-асбестового комбината Л. Т. Стреж и Л. В. Леонов, директор автозавода В. А. Еленин, начальник Ярославской железной дороги М. М. Егоров, директор комбината «Красный Перекоп» П. Я. Чернышев), около 40 руководителей и преподавателей учебных заведений. Было расстреляно 1660 человек, в том числе 423 рабочих, 246 крестьян и 256 служащих.
В 1938 году было пересмотрено часть дел репрессированных. Пленум Центрального комитета ВКП(б) обвинил партийные организации и органы НКВД в злоупотреблениях и «перегибах». 11 февраля 1938 года Зимина арестовали как «старого немецкого шпиона, диверсанта и двурушника», сознательно уничтожавшего партийных работников. 7 сентября этого же года Военная коллегия Верховного суда СССР приговорила его к расстрелу за «участие в контрреволюционной организации и связи с иностранной разведкой». Приговор привели в исполнение через три дня в Москве. Расстрелян был и А. М. Ершов.

## Реабилитация
В мае 1956 года Военная коллегия Верховного суда СССР реабилитировала Зимина. Обществом «Мемориал» занесён в список жертв политических репрессий.

## Награды
4 апреля 1936 года награждён орденом Ленина «за перевыполнение государственного плана железнодорожных перевозок 1935 года и I квартала 1936 года, за достигнутые успехи в деле лучшего использования технических средств железнодорожного транспорта и его предприятий».